# 恥辱の部屋
『恥辱の部屋』（ちじょくのへや）は、1982年11月19日公開の日本映画。にっかつロマンポルノの一作。
武田一成監督、風祭ゆき主演。にっかつ製作・配給。カラー / ビスタサイズ / 68分。

## 概要
若く美しい妻をめとりながら事故で性的不能に陥ってしまったタクシー運転手。悶々とした日々を過ごす妻は、夫の同僚から強引に迫られ関係を持ってしまうが、それは夫が仕組んだことだった。ひと組の夫婦の奇妙な愛の形が不思議な映像感覚で綴られる。
封切時の併映は『受験慰安婦』（児玉高志監督、岡本かおり主演）、『セーラー服色情飼育』（渡辺護監督、可愛かずみ主演）。

## スタッフ
- プロデューサー - 結城良煕
- 企画 - 成田尚哉
- 監督 - 武田一成
- 助監督 - 潮田昭治
- 脚本 - 西岡琢也
- 撮影 - 野田悌男
- 音楽 - 伊藤晴康
- 美術 - 菊川芳江
- 照明 - 野口素胖
- 編集 - 山田真司

## キャスト
- 千鶴子 - 風祭ゆき
- かおり - 中川みず穂
- 主婦 - 亜希いずみ
- 一夫 - 鶴田忍
- 村田 - 北見敏之
- 沢井 - 金田明夫
- 河野 - 信実一徳
- 千鶴子の新しい男 - 三上寛
- 攝祐子
- アベックの男 - 足利信彦
- アベックの女 - 安井真美